# Gentoo Linux
Gentoo Linux je ena od distribucij Linuxa, in je prosti operacijski sistem, ki je na voljo brezplačno. Ime je dobil po pingvinu Gentoo. Načrtovan je tako, da bi bil modularen, enostaven za uporabo, njegova posebnost pa je v tem, da se lahko prilagodi arhitekturi računalnika, saj pri namestitvi prevaja izvorno kodo v le tako strojno kodo, ki jo razume računalnik.

## Zgodovina
Daniel Robbins je naredil Gentoo najprej kot Enoch Linux distribucijo. Cilj je bil, da naredi distribucijo, ki bi se lahko prilagodila vsakemu računalniku. Vsaj ena Enoch distribucija je bila izdelana, verzija 0.75 decembra 1991. Po težavah z računalniško napako na njegovem lastnem sistemu je Robbins ustavil razvoj Gentoo Linuxa in se posvetil FreeBSD za nekaj mesecev, pozneje je rekel: »Odločil sem se dodati nekaj FreeBSD značilnosti. Samogradniški sistem (zdaj se imenuje Portage), resnično naslednjo generacijo sistemskih portov«. Robbins je hotel, da bi Gentoo Linux postal komercialno uspešen projekt, vendar je ugotovil da bi bilo to po poslovnem vzoru težko doseči. Leta 2004 se je dogovoril za nepridobiten Gentoo temelj in mu kot glaven arhitekt projekta nakazal vse avtorske pravice in blagovne znamke, pozneje je deloval pri Microsoft Linux laboratoriju skoraj dve leti. Sedaj se vrača h Gentoo-u kot razvijalec. Trenutno ima Gentoo 5 skrbnikov, izvoljenih 21. oktobra 2006. Tukaj je tudi 7 članski Gentoo svet, katerega člani se odločajo o globalnih spornih vprašanjih in politiki. Sedanji člani Sveta so bili izvoljeni 11. septembra 2006 z 121 dejavnimi Gentoo razvijalci. 

## Razpoložljivost
Gentoo je razpoložljiv na veliko računalniških arhitekturah. Čeprav je izvorno načrtovan za x86 arhitekturo računalnika, deluje tudi na številnih drugih, kot so: x86, PowerPC, PowerPC 970, SPARC, x86-64, IA64, MIPS, DEC Alpha, PA-RISC, ARM, zSeries/s390, SuperH in 68k arhitekture. Namen prve distribucije Gentoo je bilo ponuditi popolnoma funkcionalno 64-bitno Linux računalniško okolje za PowerPC 970. Obstaja tudi Gentoo za Mac OS X projekt, ki omogoči uporabnikom Mac OS X, da uporabijo Gentoojevo portabilnost za namestitvene pakete. 

## Logotip
Uraden Gentoo-jev logotip je stilsko oblikovana črka G, podobna srebrni magatami.

## Distribucije, ki bazirajo na Gentoo
Na operacijskem sistemu Gentoo bazirajo naslednje Linux distribucije: Bintoo, FlashLinux, Gentoox, Knopperdisk, Kororaa, Librix, Medeix, Navyn OS, Pentoo, Sabayon Linux, SystemRescueCD, Ututo, VidaLinux. 